# Cortez, Colorado
Cortez är en stad (city) i Montezuma County, i delstaten Colorado, USA. Enligt United States Census Bureau har staden en folkmängd på 8 451 invånare (2011) och en landarea på 16,1 km². Cortez är huvudort i Montezuma County.